# Phalangenpfeife

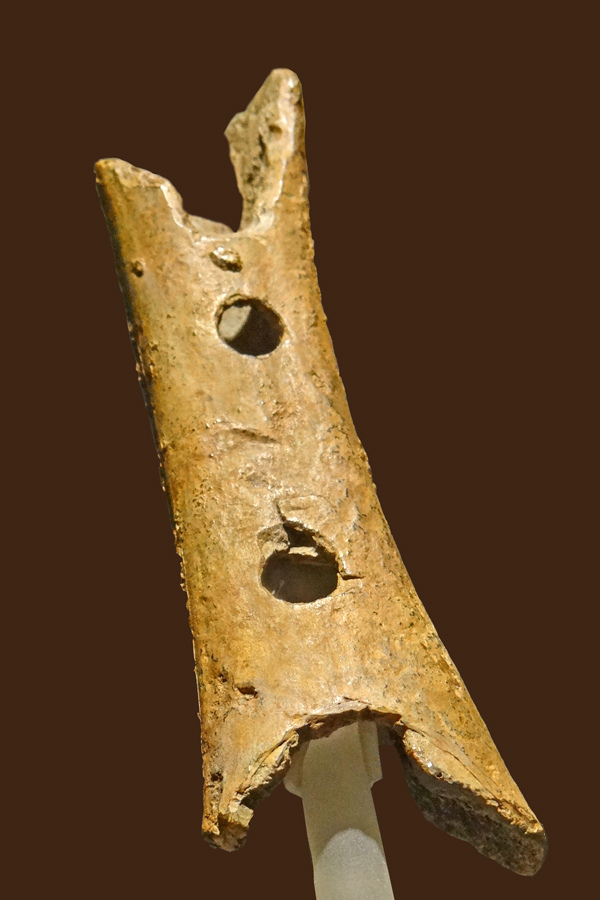
Mutmaßlich eine Knochenflöte mit Grifflöchern

Eine Phalangenpfeife, auch Phalangenflöte, ist eine einfache Signalpfeife ohne Grifflöcher aus einem Zehenknochen (oder Phalanx) von Wildtieren (Gämsen, Hirschen, Rehen, Rentieren, Saigas, Steinböcken und Wildpferden) hergestellt, die seit den ersten Funden im Jahr 1860 in der Höhle von Aurignac (namensgebender Fundort der Kulturstufe Aurignacien) als Jagdpfeife interpretiert wird. Phalangenpfeifen scheinen bereits mit der Neandertaler-Fundstelle Tata (Ungarn) sowie den aurignacien-zeitlichen Funden in der Pekárna-Höhle, (Mähren) und der Vogelherdhöhle (Südwestdeutschland) in Verbindung zu stehen und sind in den Inventaren des Jungpaläolithikums bis ins Neolithikum (Västergötland, Schweden) belegt.
Als ein „Mittel frühester Kommunikation über die Sprache hinaus“ bezeichnet Claus-Stephan Holdermann die auf einen Ton begrenzten Signalpfeifen.